# Ordre du mérite civique du Tchad
Ordre du mérite civique du Tchad  est une décoration honorifique tchadienne. Créé le 14 août 1963, il récompense les fonctionnaires et agents de l'administration qui ont rendu des services signalés à la République.
Il comprend trois grades : chevalier, officier et commandeur. Les nominations et promotions ont lieu le 28 novembre de chaque année, à l'occasion de l'anniversaire de la proclamation de la République.

## Insignes
L'insigne de l'ordre du mérite civique du Tchad reprend les couleurs du drapeau tchadien : le ruban est bleu, jaune et rouge. La médaille représente une étoile à six branches bleue.
| Chevalier | Officier | Commandeur |
| --------- | -------- | ---------- |
|           |          |            |